# Мельбурн (порт)

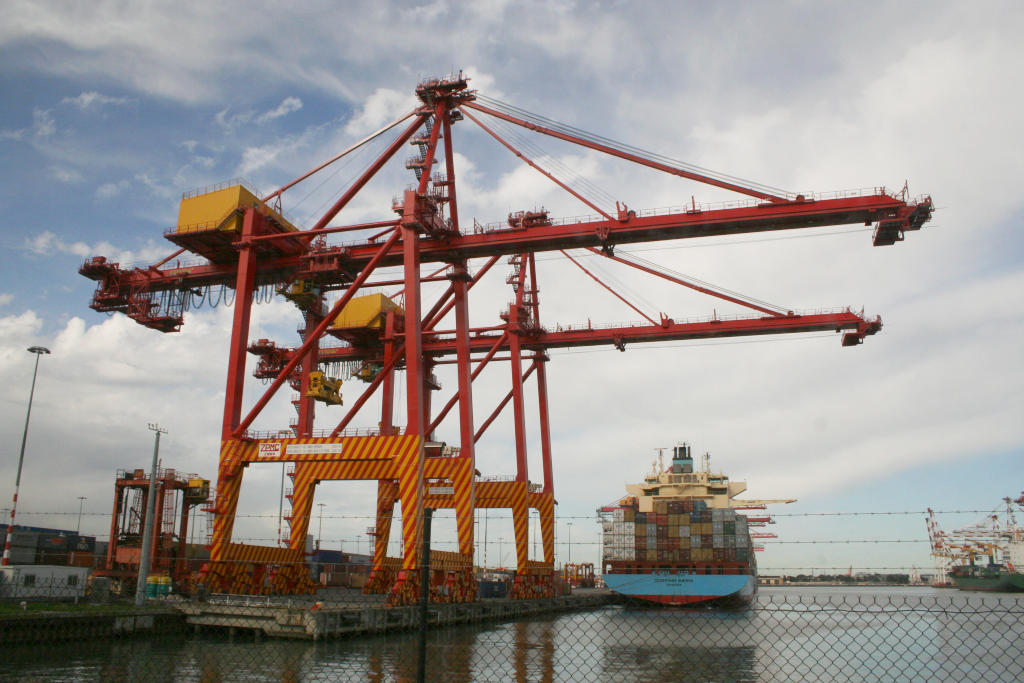
Контейнерный кран в доке Свенсон

Мельбурнский морской порт (англ. Port of Melbourne) — крупнейший порт в Австралии, расположен в городе Мельбурн в устье реки Ярры, на берегу залива Порт-Филлип. 
Входит в состав государственной корпорации PoMC (Port of Melbourne Corporation). Ежегодный товарооборот составляет около AUD$ 75 миллиардов. Также на Мельбурнский морской порт приходится 39 % национального контейнерного оборота. Ежегодно порт принимает около 3400 судов, при этом в доках обрабатывается до 65,5 млн тонн грузов объемом 2 млн ДФЭ.

## История

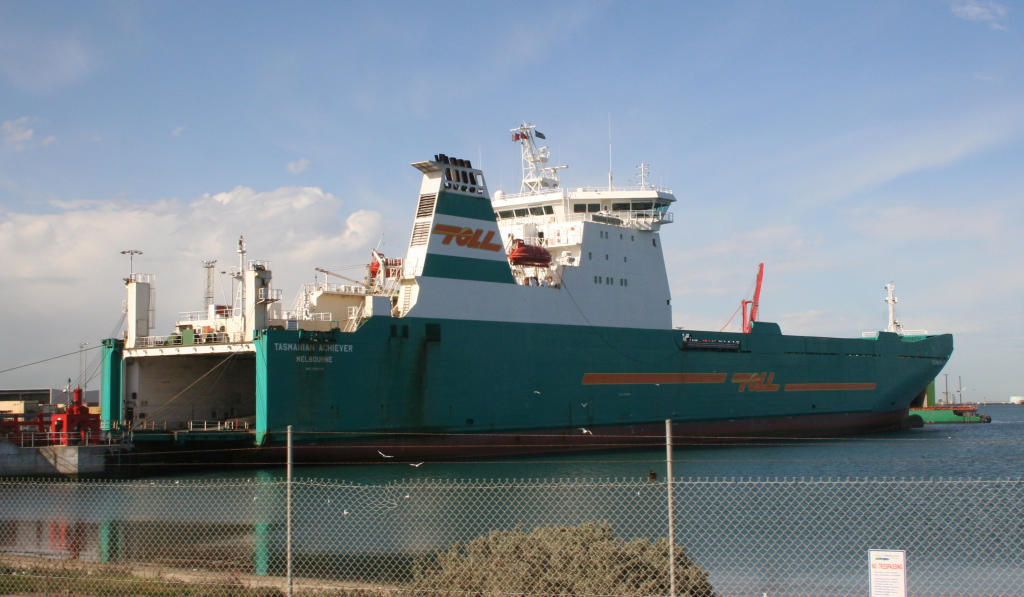
Ролкер в доке Вебб

В первое время после основания Мельбурна большие суда не могли пройти выше по реке Ярра и были вынуждены разгружаться в одной из бухт, после чего товары доставлялись в город и на склады по железной дороге, что было дорого и неэффективно. В 1877 году правительство колонии Виктория решили сделать расширить русло реки Ярры и сделать его судоходным. Автором проекта стал английский инженер Джон Куди, который предложил построить подходящий по размерам канал к югу от уже имеющегося русла. Однако, со временем, когда грузовые суда стали крупнее и канал уже не мог обеспечивать должную пропускную способность, многочисленные доки переехали ближе к морю.
Из-за Великой депрессии и Второй мировой войны развитие порта замедлилось вместе с объёмом морских перевозок, и возобновилось спустя десятилетие. В 1956 году был построен док Эпплтон, а в 1960 году — док Вебб в устье реки Ярра, а также док Свенсон на острове Куди (остров между руслом реки Ярра и искусственным каналом).
В 1991 году на острове Куди произошел крупный пожар, в ходе которого в атмосферу попали токсичные вещества. Общественность Австралии потребовала от правительства переноса части портовых сооружений из окрестностей Мельбурна. В 1999 году на реконструкцию был закрыт док Виктория, в связи с его малой пропускной способностью. Кроме того, в заливе Порт-Филлип начались работы по намыву искусственного острова, который будет использоваться для нужд порта.